# Света Петка
Света Петка или Преподобна мати Параскева (грч. Παρασκευή, у прев. петак) је била хришћанска византијска подвижница из 11. века. Дан њеног помена — Петковдан, обележава се 27. октобра, и шеста је слава по броју свечара у Србији. Име „Петка” је директан превод њеног грчког имена „Παρασκευή”.
Уз Петковдан, култ преподобне Параскеве обележава се и 8. августа, на дан преноса њених моштију из Бугарске у Србију. Тада се слави још једна светитељка, истог имена — Света мученица Параскева Римска. Заједнички празник двају светитељки истог имена прославља се као Света Петка Трнова.
Култ Свете Петке је изузетно развијен у Србији, Грчкој и другим православним балканским земљама. Отуд и различити епитети који стоје уз њено име: Петка Балканска, Српска, Грчка, Бугарска, Румунска, Македонска, Епиватска, Београдска, Трновска итд.
О њој је снимљен филм Света Петка — Крст у пустињи.

## Биографија
Родила се у тадашњем селу Епивату, код тадашњег града Калистратије, који се налази на обали Мраморног мора између Силимврије и Цариграда, у Тракији половином 10. века. Потицала је из имућне и побожне породице. Имала је брата, који се звао Јевтимије, и који се замонашио веома млад, да би касније постао епископ Мадитски (989—996) и светитељ у граду Мадиту код Галипоља.
Још као девојчица, док је са мајком одлазила у цркву, она је била веома побожна. Након смрти својих родитеља, жељна подвижничког живота, она напусти родитељски дом и оде у Цариград, где се замонаши у цркви Свете Софије и добије име "Параскева", а затим се запути у Јорданску пустињу, живећи строгим аскетским животом, где се ради Христа подвизавала све до своје старости.
У доба позне старости, сањала је анђела који јој је рекао да напусти пустињу и врати се у свој родни град, Епиват. После повратка, поживела је још две године. Верници су је сахранили по хришћанским обичајима, али не на градском гробљу већ издвојено од других. По другом, бугарском извору, она је била сахрањена непримерено поред једног столара, па након тога и једног морнара, чија су телеса грозно мирисала. Због те непријатности силом прилика откопани су гробови и тада је откривено њено "нетрулежно тело", али није дирано. Тек када су нека Ефимија и неки Ђорђе, независно једно од другог, сањали исти сан о њеној светости и добили наредбу да је одатле изваде, народ је откопао гроб и њене мошти пренео у цркву, где су најпре чуване.
Богоугодни хришћани из тог места после јављања светитељке у сну неком Георгију и Јефимији пронашли су место где су биле закопане њене мошти, извадили су их из земље и положили у храм светог Петра и Павла у Епивату. Њене чудотворне мошти преношене су у току времена много пута. Најпре у Цариград, па одатле их бугарски цар Јован Асен 1238. године пренесе у Трново. Из Трнова након његовог пада (1393) су се мошти селиле преко Видина, до Бруса (1396) - биле пренете у Влашку, након пада Бугарске под Османлије. Када је и Влашка постала угрожена турским упадима, а на молбу српске кнегиње Милице султану Бајазиту, мошти су пренете у Србију 1398. године, у средњовековни град Жупањевац. Одатле су око 1400. пренете у манастир Љубостињу, па су коначно 1417. пренете у Београд. Кад је Сулејман I 1521. године освојио Београд, он уз остале драгоцености преноси у Цариград и мошти св. Петке, заједно са протераним Србима Београђанима. На молбу и трошком молдавског господара Василија Арбанаса званог Лупула 1641. године мошти су пренете у град Јаши, где се и данас налазе (осим два прста шаке, који су у капели свете Петке на Калемегдану). Молдавски кнез је да би спасао мошти светице, наводно 1632. године исплатио дугове Светог гроба у Јерусалиму (за 42.000 мађарских златника) а 1641. године и дуг Васељенске патријаршије, и још подмитио Турке у Цариграду са 390 кеса дуката.
Широм Србије налази се и велики број извора, који су посвећени св. Петки. Један од њих је извор св. Петке у калемегданској тврђави у Београду, где су њене мошти дуго времена почивале.

## Петковдан
Српска православна црква је слави 14. октобра по старом, односно 27. октобра по новом календару.
Свету Параскеву српски народ обично зове Света Петка, а у српским приморским крајевима Петка Биоградска, јер су јој мошти почивале такође и у Београду. Такође је позната и као Петка Трнова, јер су јој мошти биле у Трнову али и српској Трн-паланки о чему постоје записи. Пренос моштију свете Петке слави се 8. августа, када се истовремено обележава и дан Свете мученице Параскеве Римске. Заједнички празник обележава се као Света Петка Трнова.
У српском православном црквеном календару су 1900. године биле три светитељке истог имена: "Преподобна мати Параскева – Света Петка!" (14. октобра, по старом), "Мученица Параскева Римска" (26. јула) и "Великомученица Параскева" (28. октобра). Сада их има само две – јесења, права Света Петка Епиватска и летња – мученица. Тај факат је уносио забуну, јер су то три различите особе, свете жене из различитих периода хришћанске историје. Тако се јавља из 13. века "Служба светитељки Параскеви - Петки српској" са 120 правила, која се односи на Параскеву из Епидаура тј. нашег Дубровника, такође из 10. века, у време српског краља Хранимира.
Света Петка се по броју свечара налази на шестом месту на листи највећих српских слава. Култ Свете Петке је веома развијен међу Србима, па је Петковица као јача слава раширена у више крајева, а највише у источној Србији и Далмацији. У Лужници и Нишави је Петковача прва општа јесења слава. У Шумадијској епархији Свету Петку слави око 3.500 свечарских домова.

## Јаши
Ходочашће у светињама које се налазе у Саборној цркви у Јашију постало је један од главних верских догађаја у Румунији. Стотине хиљада ходочасника окупљају се сваке године у Јашију другог викенда октобра да би обележили спомен Свете Параскеве, док је сам град у исто време установио своје Дане прославе.

## Цркве посвећене Светој Петки
- Црква Свете Петке, Пожаревац, Србија
- Црква преподобне мати Параскеве, Бољевци, Србија
- Манастир Свете Петке (Стубал), код Врњачке Бање.[12]
- Манастир Свете Петке у Беркасову код Шида, Србија
- Манастир Петковица Шишатовац-Лежимир, Србија
- Манастир Света Петка Изворска, Параћин, Србија
- Метрополитанска катедрала, Јаши, Румунија
- Црква Свете Параскеве (Οσιας Παρασκευης), Солун, Грчка
- Црква Светог Стефана и Свете Параскеве (Αγιου Στεφανου και Οσιας Παρασκευης), Птолемаида, Грчка
- Црква Свете Петке, Брезник, Бугарска
- Црква Свете Параскеве, Несебар, Бугарска
- Црква Свете Петке, Софија, Бугарска
- Црква Свете Петке, Русе, Бугарска
- Црква Свете Петке, Вуково, Бугарска
- Света Петка Бугарска, Црква Бабе Ванге, Рупите, Бугарска
- Манастир Свете Петке, Брајчино, Северна Македонија (16. век)
- Црква Свете Петке, Сиричино, Северна Македонија (1567)
- Црква „Св. Петка“ Црниче, Скопје, Македонија (1902-1923)
- Црква Светог Пете, Селник, Северна Македонија (14. век)
- Црква Побожне Параскеве, Десешти, Румунија
- Црква Свете Параскеве, Палумба, Грчка
- Црква побожне Парасхеве, Румунија
- Црква Свете Параскеве (17. век), Мајс, Мађарска
- Црква Свете Параскеве Српске, Черновци, Украјина (1862)
- Црква Свете Параскеве Српске, Великиј Клјучив, Ивано-Франковска област, Украјина (1865)[13]
- Црква Свете Параскеве Српске (1820) са звоником у Ивано-Франковском округу, Ивано-Франковска област, Украјина
- Црква Свете Петке, Београд, Србија[14]
- Црква Свете Петке, Пљевља, Црна Гора
- Црква Свете Петке, Дубица, Босна и Херцеговина
- Црква Свете Парасхеве, Слабиња, Хрватска
- Црква Свете Петке, Бановци, Хрватска
- Црква Свете Петке, Јагодина, Србија[15]
- Црква Свете Петке, Ниш
- Црква Свете Петке у Малчи
- Српска православна црква Свете Петке, Мејдстон, Онтарио
- Црква Свете Параскевије, Украјина, Ивано-Франкивск[16]
- Српска православна црква Свете Петке у Виндзор-Лејкшору, Онтарио, Канада
- Апостол Јакова и Света Параскева - Хаг, Холандија
- Црква Св. Петке - Горње Јабуково, Владичин Хан, Србија
- Српска православна црква Свете Петке у Кањанима, Далмација (Хрватска)
- Црква Свете Петке, Велика Крушевица, Крушевац
- Црква Свете Петке, Радинац,Смедерево,Србија
- Црква Свете Петке, Куљани, Бањалука, Босна и Херцеговина.
- Црква Свете Петке (Трњане), општина Алексинас.

## Галерија
- Икона свете Петке из 1905. г.
- Икона свете Петке.
- Спомен комплекс Добри Поток.
- Икона свете Петке у манастиру Клисура.
- Света Петка са Света Три јерарха.
- Манастир Свете Петке.
- Црква Свете Петке.
- Црква Свете Петке на Чукаричкој падини, Београд.
- Фреска Свете Петке.
- Витраж у цркви Св. Димитрија
- Црква Св. Петке у Малчи
- Црква Св. Петке у Малчи
- Црква Св.Илије